# Hypericum nakaianum
Hypericum nakaianum är en johannesörtsväxtart som beskrevs av Leveille. Hypericum nakaianum ingår i släktet johannesörter, och familjen johannesörtsväxter. Inga underarter finns listade i Catalogue of Life.